# Česká manažerská asociace
Česká manažerská asociace (ČMA) je jediné sdružení v České republice, které se výlučně zaměřuje na manažery, podnikatele a lídry bez ohledu na profesi. Vzniklo v roce 1990 a jejím posláním je propojování manažerů a rozvoj jejich odborných schopností, znalostí a dovedností. Platformu ČMA využívá 400 členů, sto členů je kolektivních.

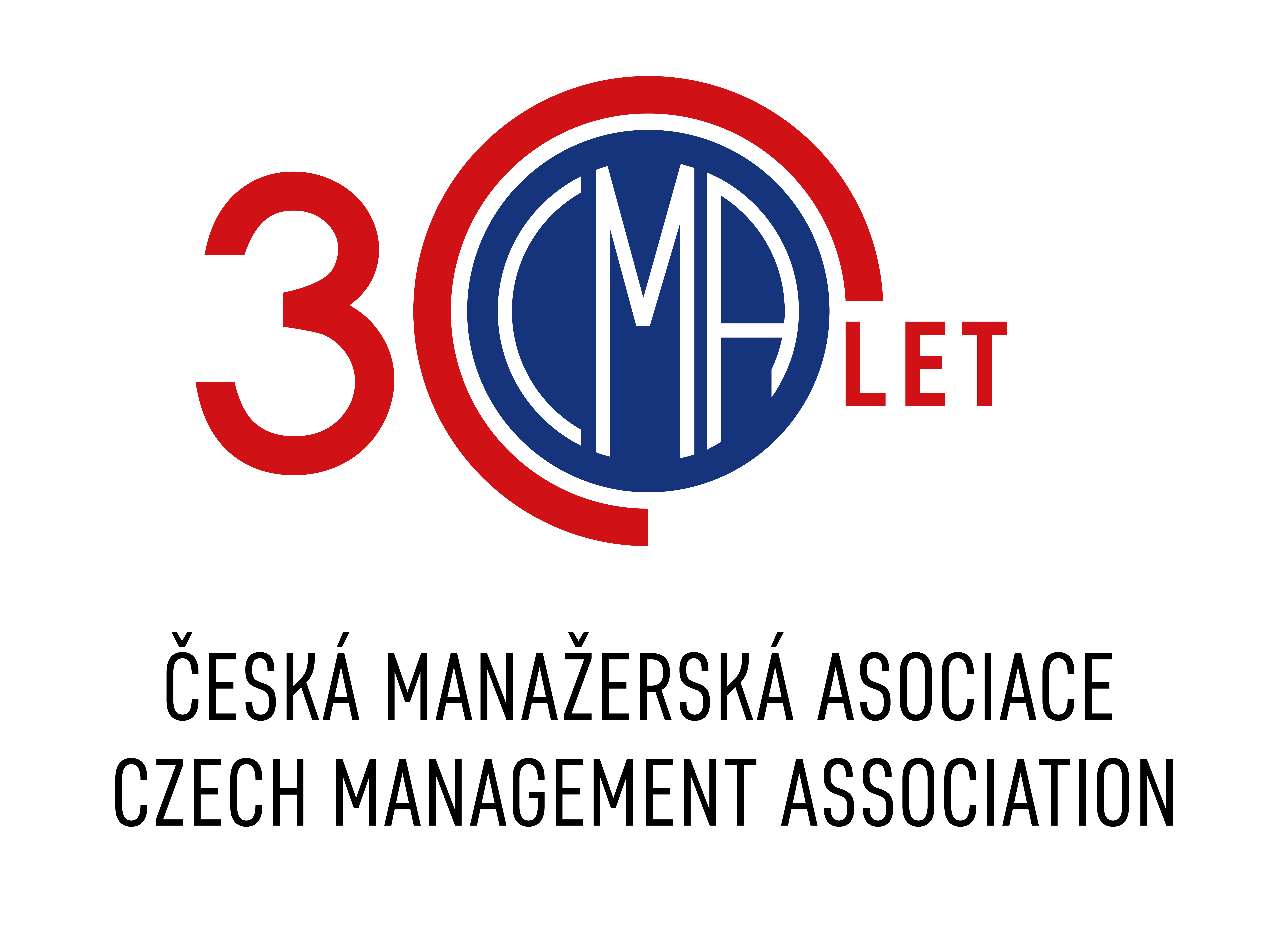
V roce 2020 si Česká manažerská asociace připomenula 30 let od svého založení.

## Poslání
Jejím hlavním posláním je rozvíjet odborné schopností manažerů, včetně jejich schopnosti vést pracovní týmy. 
Při svém vzniku 12. května 1990 navázala ČMA na profesní sdružení manažerů z 1. republiky, jejichž členem byla řada osobností, včetně Tomáše Bati, spolupracující také s ČMA.
Na mezinárodní úrovni asociace prosazuje zájmy českých manažerů v zahraničí, od května 2019 je členem evropské manažerské asociace CEC European Managers v Bruselu, kde rozšiřuje partnerské vztahy s dalšími českými i zahraničními profesními a zájmovými sdruženími, organizacemi a obchodními komorami. Česká manažerská asociace pořádá národní i mezinárodní konference k tématům souvisejících s managementem a organizujeme zahraniční i domácí setkání manažerské, podnikatelské, politické sféry, státní správy a samosprávy.

## Aktivity
ČMA sdružuje manažery, podnikatele a lídry, propojuje zkušené i začínající manažery, tradici a moderní management. Ročně pořádá široké spektrum akcí, zejména klubových setkání a odborných konferencí. Vyhledává, oceňuje a propaguje vzory manažerské elity prostřednictvím soutěže MANAŽER ROKU.

### Soutěž MANAŽER ROKU
Soutěž MANAŽER ROKU, kterou pořádá od roku  Česká manažerská asociace, vyhledává a oceňuje úspěšné manažerské osobnosti působící v ČR. Mezi kritéria soutěže, podle kterých vítěze vybírá 10členná hodnotící komise složená z expertů z různých oblastí, patří výjimečné výsledky ve svých oborech, podpora růstu a rozvoje firmy a vytváření inspirujícího prostředí pro kolegy.
Soutěž MANAŽER ROKU založil v roce 1993 Ing. František Jezdinský, CSc., jako počátek tradice hodnocení reprezentantů managementu v ČR.
Objektivnost a regulérnost průběhu soutěže garantuje Hodnotitelská komise, složená je z odborníků. Na hodnocení finalistů se podílí Národní komise, která je složená se zástupců vyhlašovatele soutěže, sponzorů a spolupracujících organizací, garantů kategorií.

### Kultivace manažerského prostředí
Prostřednictvím stovky vzdělávacích akcí a odborných setkání ročně, především seminářů, workshopů a konferencí, zahraničních podnikatelských misí, exkurzí do českých výrobních firem, ale i kulturními a sportovními akcemi, kultivuje české manažerské prostředí.
Pro rok 2019 vyhlásila asociace pět priorit Archivováno 9. 4. 2020 na Wayback Machine., patří k nim mezigenerační komunikace, nový životní styl či podpora udržitelného rozvoje.
ČMA podporuje vzdělávací programy pro mladé podnikatele a startupy, především ve spolupráci s Českou televizí a Českou podnikatelskou radou pro udržitelný rozvoj CBCSD se podílela na realizaci televizního seriálu Česko a klimatická změna - hrozba nebo příležitost? nebo na projektu Hledání výjimečnosti dětských lídrů. Od roku 2010 se asociace aktivně věnuje projektu Mateřských technických školek zaměřených na rozvoj technického myšlení, tvořivosti, manuální zručnosti a verbálních schopností.
ČMA upozorňuje politickou sféru na slabiny českého podnikatelského prostředí, je jedním z partnerů Světového ekonomického fóra, s nímž spolupracuje na přípravě a vydání každoroční Zprávy o mezinárodní konkurenceschopnosti ČR.
Přestože převážná část aktivit asociace probíhá v klubech, kde se setkávají manažeři podle konkrétních oborových zájmů nebo regionů, věnuje se asociace také publikační činnosti. V roce 2018 vydala ve spolupráci s nakladatelstvím Mladá fronta a autorem Kamilem Miketou knihu 100 let od začátku svobodného podnikání v Československu s podtitulem Manažeři se lvíčkem. Publikace přibližuje příběhy prvorepublikových i současných manažerských osobností. Slavnostně byla kniha pokřtěna 28. října 2018 v Obecním domě, tedy v místě, kde se rodila historie naší republiky. ČMA vydala v předchozích letech již tři knihy Manažeři se lvíčkem.

### Česká podnikatelská rada pro udržitelný rozvoj
Česká manažerská asociace je zakládajícím členem České podnikatelské rady pro udržitelný rozvoj (CBCSD), národní pobočky Světové podnikatelské rady pro udržitelný rozvoj (WBCSD), kterou před dvaceti lety založilo 200 významných světových firem. Členové české pobočky CBCSD mají od WBCSD přímý přístup k informacím o udržitelném rozvoji.

### Charitativní aktivity
Asociace pravidelně podporuje charitativní projekt Srdcerváči pro handikepované pracovníky a ve spolupráci s Nadací ZET spoluorganizuje prázdninové kempy na zámku Vilémov pro děti z dětských domovů.

## Struktura
Celostátní pokrytí asociace zajišťuje pět regionálních klubů – Pražský Archivováno 14. 8. 2018 na Wayback Machine., Severovýchodní Čechy Archivováno 14. 8. 2018 na Wayback Machine., Severozápadní Čechy, Střední Čechy Archivováno 12. 6. 2018 na Wayback Machine., klub Morava Archivováno 14. 8. 2018 na Wayback Machine. a dále deset oborových klubů, zaměřených například na manažerky, mladé manažery, veřejnou správu nebo prognostiky. V září 2018 vznikl Klub Řeky zdraví Archivováno 9. 4. 2020 na Wayback Machine.. Cizojazyčné manažery, kteří působí v ČR, chce ČMA oslovit Mezinárodním manažerským klubem Archivováno 9. 4. 2020 na Wayback Machine..

## Orgány

### Shromáždění delegátů
Vrcholným orgánem asociace je Shromáždění delegátů složeném z 31 delegátů volených členů podle jednotlivých regionálních a oborových klubů v poměru jeden delegát na deset členů klubu. Naposledy se sešlo 24. června 2020 v Praze a zvolilo devítičlenné prezidium. To pak po volbě rozhodlo o novém prezidentovi, jímž se stal Ing. Petr Kazík, Ph.D.
Prezidenti
| Funkční období | Prezident ČMA               |
| -------------- | --------------------------- |
| 1990 – 2000    | Ing. Bořivoj Frýbert, CSc.  |
| 2000 – 2009    | Ing. Ladislav Macka         |
| 2009 – 2010    | Ing. Zbyněk Eiselt          |
| 2011 – 2019    | Ing. Pavel Kafka, Dr. h. c. |
| 2019 – 2020    | Ing. Petr Choulík, CSc.     |
| od 24. 6. 2020 | Ing. Petr Kazík, Ph.D.      |

### Prezidium asociace
- Ing. Petr Kazík, Phd., prezident
- Ing. et Ing. Adam Liška, MBA, viceprezident
- Mgr. Vilém Vrba, viceprezident
- Ing. Ivo Gajdoš, viceprezident
- Ing. Olga Girstlová, Ph.D., viceprezidentka
- Ing. Tomáš Macků, člen prezidia
- Mgr. Olga Kupec, Ph.D., členka prezidia
- JUDr. Stanislav Moural, MBA, člen prezidia
- Bc. Vadim Petrov, člen prezidia
- Ing. Pavel Kafka Archivováno 9. 9. 2018 na Wayback Machine., dr. h. c., čestný prezident

### Klubová rada
Klubová rada ČMA je orgán asociace složený z předsedů jednotlivých klubů.

### Rada expertů
Rada expertů ČMA je vrcholový poradní, konzultativní orgán prezídia ČMA. Členy jsou významní podnikatelé, manažeři a zástupci akademické sféry - prof. Ing. Richard Hindls, prof. Ing. Zbyněk Pitra, prof. Dr. Zdeněk Souček, prof. MUDr. Eva Syková, prof. Ing. Milan Zelený či prof. MUDr. Tomáš Zima.

### Ambasadoři
Ambasadory Archivováno 14. 8. 2018 na Wayback Machine. asociace jsou význeři, kteří reprezentují Českou manažerskou asociaci na veřejnosti a ovlivňují strategii asociace.

## Významné osoby

### Čestní členové
Čestnými členy jsou manažeři, kteří dosáhli vynikajících výsledků v této profesi (v řídící pozici), nebo se mimořádně zasloužili o rozvoj manažerské profese či asociace.
- JUDr. Pavel Cihlář
- Ing. Bořivoj Frýbert (čestný prezident)
- Ing. Ivo Gajdoš
- Ing. Bohumír Heinz
- Ing. František Jezdinský, CSc.
- Ing. Tibor Kovalský
- Ing. Zdeněk Kubín, CSc.
- Ing. Ladislav Macka (čestný prezident)
- Ing. Jiří Majer
- Ing. Jaroslav Nykl
- Prof. Ing. Zbyněk Pitra, DrSc.
- Ing. Jan Preclík, M.I.M.
- Prof. Dr. Zdeněk Souček, DrSc.
- Ing. Jiří Stýblo, CSc.
- Ing. Miroslav Vokáč, CSc.

## Členství v asociaci
K 31. prosinci 2018 měla asociace 93 kolektivních a 220 individuálních členů, z toho 15 zasloužilých manažerů patří mezi čestné členy. Členem asociace se může stát jakákoliv osoba, která aktivně působí v manažerské funkci.
Publikace

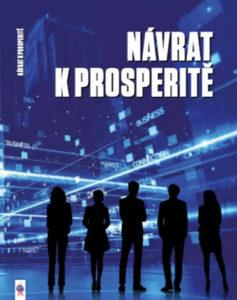

V roce 2020 vydala ČMA knihu s názvem Návrat k prosperitě. Čtyřicet renomovaných autorů vytvořilo originální soubor textů, které vznikaly v době covidové pandemie. Jejich úvahy jsou zaměřeny na budoucnost a cesty dosažení prosperity ČR. Na 160 stránkách se sešli renomovaní autoři jako Milan Zelený, Jan Švejnar, Zdeněk Souček, Vladimír Mařík, analytici Lukáš Kovanda a Markéta Šichtařová, vrcholoví manažeři Daniel Beneš, Martin Hausenblas, mladí manažeři Adam Liška, André Dravecký či prezident CEC European Managers Ludger Ramme. O svůj pohled na měnící se svět se podělili představitelé rodinných firem, akademické sféry, vrcholoví zástupci ČMA. Články a rozhovory vybízejí k zamyšlení a úvahám. Pro ČMA je kniha další z počinů předávání vizí, zkušeností a názorů svých členů a příznivců novým generacím manažerů, podnikatelů a lídrů.